# Trident (jádro)
Trident (též známé jako MSHTML) je renderovací jádro používané v prohlížeči Internet Explorer pro Microsoft Windows. Jeho první verze se objevila v říjnu 1997 v Internet Exploreru 4.0 a bylo postupně vylepšováno. Aktuální verze 5.0 je součástí Internet Exploreru 9.0. Starší verze byly známé svou slabší podporou webových standardů, některých nestandardních rozšíření a slabší bezpečností.
Díky své integraci do operačního systému Windows je renderovací jádro využíváno v řadě komponent systému a využívá ho i řada instalovaných aplikací. Příkladem může být Windows Explorer, nápověda systému Windows či kancelářský balík Microsoft Office.